# Günter Kutowski
Günter Kutowski (ur. 2 sierpnia 1965) – niemiecki piłkarz. Występował na pozycji obrońcy. Karierę zakończył w 2001 roku w Paderborn SC, w klubie w którym rozpoczął swoją karierę.

## Kariera
Kutowski karierę rozpoczynał w SC Paderborn 07. W wieku 20 lat przeszedł do pierwszoligowej Borussii Dortmund. W barwach tego zespołu zadebiutował 12 marca 1985 w zremisowanym przez jego zespół 1-1 pojedynku z Bayernem Monachium, rozegranym w ramach rozgrywek Bundesligi. W debiutanckim sezonie rozegrał łącznie szesnaście spotkań. Od początku następnego sezonu był już podstawowym zawodnikiem składu ekipy z Dortmundu. Pierwszego gola w zawodowej karierze strzelił 10 sierpnia 1985 w ligowym meczu z 1. FC Saarbrücken, zremisowanym 1-1. Pierwszy sukces z Borussią odniósł w 1989 roku, kiedy to po pokonaniu w finale 4-1 Werderu Brema, zostali triumfatorem Pucharu Niemiec. Na kolejne większe osiągnięcie Borussen czekali do 1992 roku. Wówczas zostali wicemistrzem Niemiec, a rok później dotarli do finału Pucharu UEFA, gdzie ulegli w dwumeczu 1-6 Juventusowi. W 1994 roku Kutowski stracił miejsce w składzie Borussii. W 1995 i 1996 zdobył z klubem mistrzostwo Niemiec.
W 1996 roku odszedł do drugoligowego Rot-Weiss Essen, gdzie przez cały sezon zagrał w lidze siedem razy, a później zakończył karierę.